# Lekkoatletyka na Letnich Igrzyskach Olimpijskich 1952 – sztafeta 4 × 100 m mężczyzn
Sztafetę 4 × 100 metrów mężczyzn podczas XV Letnich Igrzysk Olimpijskich w Helsinkach rozegrano  26 (eliminacje) i 27 lipca 1952 (półfinały i finał) na Stadionie Olimpijskim w Helsinkach. Zwycięzcą została sztafeta Stanów Zjednoczonych, która biegła w składzie: Dean Smith, Harrison Dillard, Lindy Remigino i Andy Stanfield.

## Rekordy
|                   | reprezentacja     | zawodnicy                                             | czas | data                 | miejsce |
| ----------------- | ----------------- | ----------------------------------------------------- | ---- | -------------------- | ------- |
| Rekord świata     | Stany Zjednoczone | Jesse Owens, Ralph Metcalfe, Foy Draper, Frank Wykoff | 39,8 | 9 sierpnia 1936(dts) | Berlin  |
| Rekord olimpijski | Stany Zjednoczone | Jesse Owens, Ralph Metcalfe, Foy Draper, Frank Wykoff | 39,8 | 9 sierpnia 1936(dts) | Berlin  |

## Wyniki
| Poz. - pozycja |
| – rekord świata \| – rekord krajowy \| – rekord życiowy \| = – wyrównany rekord życiowy \| · – najlepszy wynik w sezonie \| = – wyrównany najlepszy wynik w sezonie \| – rekord olimpijski |
| Fn – falstart \| DNF – nie ukończył \| DNS – nie wystartował \| DSQ – zdyskwalifikowany |

### Eliminacje
22 sztafety przystąpiły do biegów eliminacyjnych. Rozegrano cztery biegi. Do półfinałów awansowały po trzy najlepsze sztafety w każdym biegu (Q).

#### Bieg 1
| Poz. | Państwo           | Zawodnicy                                                        | Rezultat | Uwagi |
| ---- | ----------------- | ---------------------------------------------------------------- | -------- | ----- |
| 1    | Stany Zjednoczone | Dean Smith, Harrison Dillard, Lindy Remigino, Andy Stanfield     | 40,3     | Q     |
| 2    | Francja           | Alain Porthault, Étienne Bally, Yves Camus, René Bonino          | 40,8     | Q,    |
| 3    | Polska            | Dominik Sucheński, Zygmunt Buhl, Zdobysław Stawczyk, Emil Kiszka | 41,8     | Q     |
| 4    | Finlandia         | Adolf Turakainen, Voitto Hellsten, Pauli Tavisalo, Issi Baran    | 42,0     |       |
| 5    | Kanada            | Gordon Crosby, Don McFarlane, Bob Hutchison, Pete Sutton         | 42,6     |       |
| 6    | Portugalia        | Tomás Paquete, Fernando Casimiro, Eugénio Eleutério, Rui Maia    | 42,8     |       |
| 7    | Królestwo Egiptu  | Emad El-Din Shafei, Fouad Yazgi, Fawzi Chaaban, Youssef Ali Omar | 42,9     |       |

#### Bieg 2
| Poz. | Państwo         | Zawodnicy                                                                   | Rezultat | Uwagi |
| ---- | --------------- | --------------------------------------------------------------------------- | -------- | ----- |
| 1    | Wielka Brytania | Emmanuel McDonald Bailey, William Jack, Jack Gregory, Brian Shenton         | 41,2     | Q,    |
| 2    | Włochy          | Carlo Vittori, Antonio Siddi, Giorgio Sobrero, Franco Leccese               | 41,5     | Q     |
| 3    | Kuba            | Evelio Planas, Samuel Anderson, Ángel García, Rafael Fortún                 | 41,9     | Q     |
| 4    | Złote Wybrzeże  | George Acquaah, Gabriel Laryea, John Owusu, Augustus Lawson                 | 42,1     |       |
| 5    | Australia       | Morris Curotta, Edwin Carr, Ray Weinberg, Ken Doubleday                     | 42,3     |       |
| 6    | Tajlandia       | Adul Wanasatith, Arun Sankosik, Pongummart Ummarttayakul, Boonterm Pakpuang | 44,5     |       |

#### Bieg 3
| Poz. | Państwo        | Zawodnicy                                                           | Rezultat | Uwagi |
| ---- | -------------- | ------------------------------------------------------------------- | -------- | ----- |
| 1    | Węgry          | László Zarándi, Géza Varasdi, György Csányi, Béla Goldoványi        | 41,0     | Q     |
| 2    | Czechosłowacja | František Brož, Jiří David, Miroslav Horčic, Zdeněk Pospíšil        | 41,5     | Q     |
| 3    | Argentyna      | Enrique Beckles, Mariano Acosta, Gerardo Bönnhoff, Romeo Galán      | 41,5     | Q     |
| 4    | Niemcy         | Peter Kraus, Werner Zandt, Josef Heinen, Franz Happernagel          | 41,5     |       |
| 5    | Szwajcaria     | Willy Schneider, Willy Eichenberger, Ernst Mühlethaler, Hans Wehrli | 41,6     |       |

#### Bieg 4
| Poz. | Państwo             | Zawodnicy                                                                  | Rezultat | Uwagi |
| ---- | ------------------- | -------------------------------------------------------------------------- | -------- | ----- |
| 1    | ZSRR                | Boris Tokariew, Lew Kalajew, Lewan Sanadze, Władimir Suchariew             | 41,3     | Q     |
| 2    | Protektorat Nigerii | Titus Erinle, Rafiu Oluwa, Karim Olowu, Muslim Arogundade                  | 42,4     | Q     |
| 3    | Pakistan            | Muhammad Sharif Butt, Muhammad Fazil, Abdul Aziz, Khwaja Muhammad Aslam    | 42,8     | Q     |
| –    | Islandia            | Ingi Þorsteinsson, Pétur Sigurðsson, Hörður Haraldsson, Ásmundur Bjarnason | DSQ      |       |

### Półfinały
Rozegrano dwa biegi półfinałowe. Do finału awansowały po trzy najlepsze zespoły z każdego biegu.

#### Bieg 1
| Poz. | Państwo           | Zawodnicy                                                               | Rezultat | Uwagi |
| ---- | ----------------- | ----------------------------------------------------------------------- | -------- | ----- |
| 1    | Stany Zjednoczone | Dean Smith, Harrison Dillard, Lindy Remigino, Andy Stanfield            | 40,4     | Q     |
| 2    | ZSRR              | Boris Tokariew, Lew Kalajew, Lewan Sanadze, Władimir Suchariew          | 40,7     | Q,    |
| 3    | Wielka Brytania   | Emmanuel McDonald Bailey, William Jack, Jack Gregory, Brian Shenton     | 41,0     | Q,    |
| 4    | Argentyna         | Enrique Beckles, Mariano Acosta, Gerardo Bönnhoff, Romeo Galán          | 41,4     |       |
| 5    | Polska            | Dominik Sucheński, Zygmunt Buhl, Zdobysław Stawczyk, Emil Kiszka        | 41,8     |       |
| 6    | Pakistan          | Muhammad Sharif Butt, Muhammad Fazil, Abdul Aziz, Khwaja Muhammad Aslam | 42,0     |       |

#### Bieg 2
| Poz. | Państwo             | Zawodnicy                                                    | Rezultat | Uwagi |
| ---- | ------------------- | ------------------------------------------------------------ | -------- | ----- |
| 1    | Węgry               | László Zarándi, Géza Varasdi, György Csányi, Béla Goldoványi | 40,9     | Q     |
| 2    | Francja             | Alain Porthault, Étienne Bally, Yves Camus, René Bonino      | 40,9     | Q     |
| 3    | Czechosłowacja      | František Brož, Jiří David, Miroslav Horčic, Zdeněk Pospíšil | 41,3     | Q,    |
| 4    | Kuba                | Evelio Planas, Samuel Anderson, Ángel García, Rafael Fortún  | 41,5     |       |
| 5    | Protektorat Nigerii | Titus Erinle, Rafiu Oluwa, Karim Olowu, Muslim Arogundade    | 41,9     |       |

### Finał
| Poz. | Państwo           | Zawodnicy                                                           | Rezultat | Uwagi |
| ---- | ----------------- | ------------------------------------------------------------------- | -------- | ----- |
| 1    | Stany Zjednoczone | Dean Smith, Harrison Dillard, Lindy Remigino, Andy Stanfield        | 40,1     |       |
| 2    | ZSRR              | Boris Tokariew, Lew Kalajew, Lewan Sanadze, Władimir Suchariew      | 40,3     | [ 4 ] |
| 3    | Węgry             | László Zarándi, Géza Varasdi, György Csányi, Béla Goldoványi        | 40,5     | [ 6 ] |
| 4    | Wielka Brytania   | Emmanuel McDonald Bailey, William Jack, Jack Gregory, Brian Shenton | 40,6     | [ 3 ] |
| 5    | Francja           | Alain Porthault, Étienne Bally, Yves Camus, René Bonino             | 40,9     |       |
| 6    | Czechosłowacja    | František Brož, Jiří David, Miroslav Horčic, Zdeněk Pospíšil        | 41,2     | [ 5 ] |